# Onna (L'Aquila)
Pour les articles homonymes, voir Onna (homonymie).
Onna est un frazione de la commune de L'Aquila en Italie. Il compte 380 habitants et est situé à une altitude de 581 m.

## Histoire
Le nom d'Onna est dérivé du latin unda (= vague), qui reflète les caractéristiques géographiques physiques du village, situé près du confluent de la Vera et de l'Aterno. La localité est mentionnée pour la première fois en 1178, comme Villa Unda, dans une bulle papale de Clément III, et plus tard encore dans une bulle d'Innocent III en 1204.
Les origines les plus lointaines d'activité humaine remontent à l'époque pré-romaine. La fertilité du bassin de L'Aquila a rendu l'exploitation de la terre avantageuse et a donc favorisé la sédentarisation des hommes. la conquête romaine a renforcé cette situation.
La formation du pays réel est estimée à une date autour de l'an mil. En général, cependant, Onna n'avait aucune histoire indépendante du reste du territoire rural de L'Aquila, et est resté un fief de divers seigneurs successifs du Moyen Âge jusqu'à l'âge moderne.
La suppression de la commune de Paganica en 1927 a définitivement agrégé Onna à celle de L'Aquila. Durant la Seconde Guerre mondiale, un fait tragique eut lieu à Onna: les occupants nazis y ont massacré 17 personnes entre le 2 et le 11 juin 1944.

### Séisme de 2009 à L'Aquila
Le 6 avril 2009, le tremblement de terre qui a frappé l'Aquilano a dévasté Onna. La plupart des bâtiments du village se sont effondrés et ceux qui sont restés debout ont subi de graves dommages. À Onna, il y eut aussi le plus grand nombre de victimes humaines: 41, soit 15% de la population. De nombreux animaux ont également péri.